# IC 4349
IC 4349 ist eine Spiralgalaxie vom Hubble-Typ Sbc im Sternbild Bärenhüter am Nordsternhimmel. Sie ist schätzungsweise 417 Millionen Lichtjahre von der Milchstraße entfernt.
Das Objekt wurde am 15. Juni 1895 von Stéphane Javelle entdeckt.